# Ewolucjonizm (biologia)
Ewolucjonizm – w biologii – termin wieloznaczny odpowiadający: teorii ewolucji, nauce opisującej mechanizmy ewolucji (biologii ewolucyjnej), jak również pogląd oparty na przeświadczeniu o prawdziwości tej teorii.

## Pojęcie ewolucjonizmu
Ewolucjonizm w zakresie biologii to rozwinięty w XIX wieku pogląd, zgodnie z którym organizmy żywe podlegają ciągłej ewolucji, jako taki będący przeciwieństwem kreacjonizmu. Ze względu na silne powiązanie samej naukowej teorii ewolucji z jej tłem i implikacjami światopoglądowymi nazwą ewolucjonizm określa się nie tylko przeświadczenie o zachodzeniu ewolucji, ale również dającą podstawy temu przeświadczeniu teorię naukową i naukę o ewolucji biologicznej. W tym ostatnim znaczeniu ewolucjonizm jest synonimem biologii ewolucyjnej.
Ewolucjonizm jako pogląd o zmienności świata jest również kierunkiem w filozofii i naukach społecznych. Pogląd ten rozszerzono, obejmując nim ewolucję kulturową i ewolucję społeczną. Teoretycy ewolucjonizmu społecznego mechanizm doboru naturalnego, zaproponowany przez Darwina, rozumieli odmiennie lub wręcz niewłaściwie. Ewolucjonizm społeczny rozwijany przez Karola Marksa oraz Herberta Spencera jest jedynie nurtem myślowym równoległym do darwinizmu. W latach 50. XX  wieku w socjologii i antropologii odżyło nawiązane do biologii ewolucyjnej. Powstała koncepcja ewolucji biokulturowej spójnie tłumacząca zjawiska biologiczne i kulturowe. Według opinii Michała Hellera biologiczne umocowanie ewolucjonizmu ma podstawowe znaczenie dla ewolucjonizmu filozoficznego. Bez odwołania do fizycznych i biologicznych podstaw ewolucjonizm byłby jedynie jedną z możliwych doktryn filozoficznych lub ideologii. Heller definiuje ewolucję jako łańcuchy racji (przyczyn) i ich następstw. W ewolucji Wszechświata związek pomiędzy kolejnymi ogniwami łańcucha to jakakolwiek relacja wyjaśniania jednego zjawiska przez drugie, którą dopuszcza metoda naukowa. Ewolucja biologiczna, w której związek między elementami jest genetyczny, jest w tym ujęciu szczególnym przypadkiem ewolucji.
Ze względu na zmianę znaczenia samego pojęcia ewolucji w biologii ewolucjonizm biologiczny w różnych okresach i u różnych przyrodników miał różne znaczenie.
W niektórych ujęciach według ewolucjonizmu organizmy cechuje immanentne dążenie do wzrostu złożoności poprzez ewolucję. Współcześnie jednak w ewolucjonizmie dominuje podejście darwinistyczne, z uwzględnieniem późniejszych odkryć naukowych, a więc niezakładające kierunkowości zmian. Wcześniejsze postacie współcześnie rozumianego ewolucjonizmu, zgodnego z teorią Darwina, określane były jako transmutacjonizm, transformizm lub teoria descendencji. W latach 70. XX wieku powstał też termin „neoewolucjonizm”, na określenie koncepcji, zgodnie z którą istoty ludzkie starają się zachować znany sobie sposób życia, jeśli nie znajdują się pod presją czynników pozostających poza ich kontrolą.
Termin ten niekiedy wykorzystuje się też kolokwialnie do określenia poglądu polegającego na akceptacji współczesnej syntezy ewolucyjnej (modern evolutionary synthesis, zobacz neodarwinizm), teorii opisującej, w jaki sposób zachodzi ewolucja biologiczna. Poza tym termin ten używany jest w szerszym sensie, obejmując poglądy na szeroką gamę tematów, włączając w to ewolucję chemiczną jako alternatywną nazwę abiogenezy, nukleosyntezę pierwiastków chemicznych, tworzenie i ewolucję galaktyk, ewolucję gwiazd, ewolucję duchową, ewolucję technologiczną i ewolucję wszechświata, starającą się wyjaśnić każdy aspekt świata, w którym żyje człowiek.
Przytłaczająca większość naukowców akceptuje współczesną syntezę ewolucyjną: 97% z nich jest zdania, że ludzie i inne istoty żywe ewoluowały w czasie, mimo to termin ten rzadko bywa używany przez społeczność naukową. Wedle niektórych głosów już sam fakt bycia naukowcem oznacza akceptację poglądu ewolucyjnego, chyba że w danym przypadku zaznaczono inaczej. W sporze pomiędzy ewolucjonizmem a kreacjonizmem zwolennicy tego drugiego często nazywają przyjmujących współczesną syntezę ewolucyjną „ewolucjonistami”, a samą teorię określają mianem ewolucjonizmu. Niektórzy kreacjoniści i organizacje kreacjonistyczne, jak choćby Institute of Creation Research, poprzez takie użycie wymienionych terminów starają się przedstawić biologię ewolucyjną jako formę „świeckiej religii”.
Od drugiej połowy XIX w. główny nurt ewolucjonizmu oparty jest na darwinizmie i jego syntezie z innymi teoriami. Część teorii konkurencyjnych wobec darwinizmu, ale z nim niesprzecznych, została włączona w obręb współczesnego naukowego ewolucjonizmu. Dotyczy to teorii endosymbiozy czy teorii neutralistycznej.

## Pierwotne pojęcie ewolucji
Poprzez ewolucję określano pierwotnie uporządkowaną sekwencję zdarzeń, których wynik w pewien sposób zawarty był w warunkach początkowych. Pojęcie „ewolucja” jako z łacińska 'rozwijanie się' funkcjonowało w kulturze angielskiej już przynajmniej w połowie XVII w. Rozumiane było jako uporządkowane następstwo w czasie kolejnych postaci od prostszych, mało rozwiniętych, do bardziej rozwiniętych. W 1744 roku Albrecht von Haller utożsamił ewolucję z preformacją. Podobnie ewolucję rozumiał Charles Bonnet. Ewolucja, czyli rozwijanie, miała tu dosłownie oznaczać rozwój homunkulusa w czasie embriogenezy. W nasionach czy jajach według ówczesnych ewolucjonistów znajdowały się skoncentrowane kopie dorosłych organizmów, które oczekiwały na rozwinięcie. Bonnet łączył katastrofizm z ewolucjonizmem, zakładając, że byty mogą w wyniku katastrof przechodzić na wyższe szczeble drabiny jestestw – np. małpy mogą stać się ludźmi, a ludzie aniołami. W tych czasach wizja ewolucji jako przemiany gatunków pojawiała się częściej u filozofów niż przyrodników, np. u Gottfrieda Leibniza, a wczesna teoria ewolucji Lamarcka była krytykowana przez współczesnych mu przyrodników jako zbyt spekulatywna, a zbyt mało oparta na obserwacjach. Również ewolucyjne poglądy Erasmusa Darwina dotyczące przyrody, a nawet Auguste’a Comte'a i Herberta Spencera dotyczące społeczeństwa były wyrażane przy pomocy filozoficznej poezji, a nie naukowych traktatów.
W połowie XIX w. teoria preformacji była już zdezaktualizowana, ale echa preformacyjnego rozumienia ewolucji wciąż były żywe. Wówczas przeważało definiowanie ewolucji jako ciągu zmian podlegających określonym prawom. Przyjmowano, że przypadkowe zmiany nie należą do domeny ewolucji, natomiast dyskutowano nad tym, które prawa są ewolucyjne. Charles Bernard Renouvier zakładał ewolucję zamkniętą, tj. taką, w której związki pomiędzy kolejnymi stanami powtarzają się cyklicznie. Pojawiły się również poglądy filozoficzne mówiące, że przemiany ewolucyjne nie muszą być postępowe. Pojawiło się pojęcie ewolucji wstecznej i przekonanie, że ewolucja jako taka nie oznacza ani postępu, ani regresu i a priori nie niesie ze sobą przemian korzystnych ani niekorzystnych. Przekonanie o stałym kierunku ewolucji określane jest jako dyrekcjonalizm. W późniejszym czasie ten pogląd reprezentowany był nadal w teorii ortogenezy. Pogląd ten napotykał na problem w postaci występowania form mało rozwiniętych, np. bakterii. Lamarck rozwiązywał go, twierdząc, że prymitywne postacie są efektem samorództwa, więc są w istocie młodsze ewolucyjnie niż postacie zaawansowane. Po odrzuceniu teorii samorództwa istnienie postaci mniej zaawansowanych tłumaczono ewolucją regresywną (wsteczną). Utożsamianie ewolucji z postępem było wciąż powszechnie przyjmowane. Przyczynił się do tego Herbert Spencer, który rozpropagował rzeczony termin w nauce dzięki szerokiej definicji ewolucji jako progresji złożoności z 1862, choć już w eseju z 1854 zaczął łączyć ewolucję z kierunkowością, a nieco później zaczął uznawać wzrost złożoności i heterogeniczności jako wyznacznik tego kierunku. Karol Darwin nie wykorzystał tego terminu w swym Origin of Species aż do 6. wydania w 1872. Wcześniejsze wydania używały słowa „evolved” („rozwinięty”).
Przez kilkadziesiąt lat w XIX i XX w. wśród ewolucjonistów zwolenników znajdowała teoria ortogenezy. Zgodnie z nią ewolucja nie tylko przebiega w określonych kierunkach, ale raz rozpoczęty trend zmian nie może się odwrócić. To często może oznaczać, że kolejne zmiany nie są już dla organizmów korzystne, aż wreszcie osiągają formę tak uciążliwą, że prowadzą do wyginięcia. Za przykłady zmian ortogenetycznych, które miały przybierać monstrualne i szkodliwe rozmiary podawano np. ewolucję zębów tygrysów szablozębnych i mamutów czy poroża jelenia olbrzymiego. Teoria ta była alternatywna wobec darwinizmu, gdyż zakładała, że zmiany są napędzane przez wewnętrzny mechanizm i dobór naturalny nie ma na nie wpływu. Teoria ortogenezy została ostatecznie zarzucona, gdy znaleziono wyjaśnienia przystosowawczej roli cech niegdyś uważanych za szkodliwe (np. przez działanie doboru płciowego i prawdziwych przyczyn wymarcia danych gatunków, jak również lepiej poznano same mechanizmy ewolucji.

## Wczesny darwinizm
Sam Darwin unikał utożsamiania swojej teorii z postępem i używaniem pojęć „wyższy” i „niższy” w stosunku do ewoluujących organizmów, przez co unikał też określania przekształceń gatunków (transmutacji) jako ewolucji. Z jednej strony uważał Spencera za wielkiego filozofa i przyznawał, że zmienił stosunek do pojęcia ewolucji, z drugiej jednak był sceptyczny wobec wizji i analogii Spencera zbytnio odbiegających od rygoryzmu nauk przyrodniczych. Edward B. Tylor i Lewis H. Morgan przenieśli termin „ewolucja” do antropologii, choć skłaniali się oni raczej ku starszej definicji, sprzed Spencera, tzw. unilineal evolution. Koncept ten był używany w późniejszej części okresu zwanego przez Triggera Antiquarianism-Imperial Synthesis (1770-1900). Przeświadczenie, że ewolucja, także darwinowska, prowadzi do postępu społecznego przez eliminację mniej rozwiniętych intelektualnie ras ludzkich, było wówczas powszechne i zauważalne także u Darwina. Po śmierci Darwina spór wśród ewolucjonistów objawił się wzrostem popularności różnych odmian neolamarkizmu, jak również kształtowaniem neodarwinizmu, którego rzecznikiem był Alfred Russel Wallace, a głównym twórcą August Weismann. Jeden z czołowych neolamarkistów, Carl Wilhelm von Nägeli, uważał, że ewolucja to proces automatycznego doskonalenia idioplazmy. W obrębie ewolucjonizmu sformułowano teorię rekapitulacji, którą rozpropagował Ernst Haeckel. Zgodnie z nią rozwój osobniczy powtarza ewolucję biologiczną, a więc zarodek ludzki w pewnym okresie przypomina dorosłą rybę itd. Dzięki temu uważano, że obserwując rozwój zarodkowy i płodowy pojedynczego osobnika można zrekapitulować obraz jego linii ewolucyjnej. Późniejszy rozwój embriologii wykazał, że teoria rekapitulacji (określana jako prawo biogenetyczne) jest błędna. Na marginesie głównego nurtu darwinizmu rozwinęła się jego odmiana propagowana przez Piotra Kropotkina, który nie negując podstaw darwinowskiej walki o byt, twierdził, że przejawia się ona głównie w walce organizmów o przetrwanie ze środowiskiem, a jej przejawem są przykłady współpracy, zwłaszcza wewnątrzgatunkowej. Było to opozycyjne wobec stanowiska samego Darwina, a zwłaszcza bardziej radykalnych zwolenników dosłownego rozumienia frazy walka o byt, takich jak Thomas Huxley. Różnice te wynikają m.in. z odmiennych środowisk, w których badania prowadzili zwolennicy tych dwóch poglądów, które odzwierciedlają się również w preferowanych strategiach życiowych.
Toczone w tym czasie dyskusje między zwolennikami ewolucjonizmu, mimo że dotyczyły kwestii naukowych, zwłaszcza zakresu działania doboru naturalnego, porównywane są do sporów politycznych. Istotnym czynnikiem wpływającym na krytyczne podejście do darwinizmu było jego zerwanie z determinizmem na rzecz przypadkowości powstawania zmian dziedzicznych. W ówczesnym środowisku naukowym, będącym pod wpływem determinizmu znanego z fizyki newtonowskiej, postawienie nacisku na przypadkowość – zdaniem niektórych – stawiało teorię Darwina poza zakresem nauk przyrodniczych. Tymczasem neolamarkizm wpisywał się w tendencje deterministyczne, gdyż zakładał bezpośredni wpływ środowiska na zmiany ewolucyjne. Według niektórych badaczy to był główny zarzut stawiany wówczas darwinizmowi przez pozostałych naukowców (mimo samej akceptacji faktu zachodzenia ewolucji). Mimo to ewolucjonizm w wersji Darwinowskiej zdobywał uznanie. Na ziemiach polskich (najpierw w Warszawie, potem we Lwowie) głównymi jego krzewicielami byli Benedykt Dybowski i Józef Nusbaum-Hilarowicz.

## Ewolucjonizm pierwszej połowy XX wieku
Na początku XX w. ewolucjonizm został zakwestionowany przez mutacjonistów, którzy zakładali, że gatunki zmieniają się nagle na drodze spontanicznych mutacji, więc przemiany gatunków nie mają związku z doborem naturalnym. Rozwój genetyki mendlowskiej wydawał się przeczyć teorii Darwina. Zgodnie z postulatami Hugona de Vriesa mutacje pojawiają się rzadko w specjalnych okresach mutacji, po których dobór naturalny prowadzi do powstania linii czystych reprezentujących typ dziki i przestaje działać. W pewnym sensie był to powrót do idei preformacji. Rozwój genetyki też wykluczył dziedziczenie cech nabytych, co spowodowało zmierzch neolamarkizmu. Okres 1900-1930 został później określony jako „okres agnostycyzmu ewolucyjnego”. Dominująca w tym okresie odmiana ewolucjonizmu darwinowskiego określana bywa jako transformacjonizm.  Zakładała ona, że z pokolenia na pokolenie zmieniają się wszystkie osobniki gatunku, a gatunki mogą podlegać przemianom analogicznym do rozwoju osobniczego, powstając, dojrzewając, starzejąc się i ginąć. Popularne było przekonanie o kierunkowości zmian całych gatunków.
Dopiero prace Ronalda Fishera, Johna B.S. Haldane’a i Sewalla Wrighta, rozszerzających genetykę na obszar populacji, wykazały, że mutacje są częstsze w naturalnych populacjach, niż to się dotąd wydawało, a modelowanie matematyczne zmienności genetycznej prawidłowo wyjaśnia działanie doboru naturalnego. Przesunął się w związku z tym również zakres znaczeniowy słowa mutacja. Połączenie dwóch teorii – ewolucji i genetyki – oraz dwóch ich podstawowych mechanizmów – doboru naturalnego i mutacji – zostało określone jako „nowa synteza”. W tej syntezie nowe cechy osobników pojawiają się jako mutacje, na drodze prób i błędów, a dobór naturalny pozwala na przetrwanie tych cech, które umożliwiają dostosowanie do środowiska. Początkowo nowa synteza dzięki zmianom w genetyce skutkującym powstaniem genetycznej teorii doboru naturalnego na początku lat 30. XX w. dotyczyła mikroewolucji. a przełomie lat 30. i 40. została ugruntowana pracami Theodosiusa Dobzhansky'ego, Ernsta Mayra i Juliana Huxleya. Mechanizmy makroewolucji zostały opracowane w latach 40. przez George’a Gaylorda Simpsona, który opisał makroewolucję jako kumulację przemian mikroewolucyjnych, co dokumentował odkryciami paleontologicznymi, a zostały wsparte przez Mayra tworzącego koncepcję specjacja allopatrycznej uwzględniającą odkrycia biogeografii. Podejście to zmieniło w szczególności poglądy przeważające wówczas w paleontologii, gdzie wciąż popularne były odmiany neolamarkizmu lub zakładano niewielki udział ewolucji darwinowskiej, uważając, że taksony powstają skokowo. W odróżnieniu od panującego wcześniej transformacjonizmu, syntetyczna teoria ewolucji przyjmuje model wariacyjny, czyli zakłada, że w populacji w każdym pokoleniu powstaje zmienność skierowana w wielu kierunkach, z których tylko niektóre są zgodne z kierunkiem ostatecznie ukształtowanym przez dobór. Co prawda, odkrycie melanizmu przemysłowego jako dowodu na zachodzenie doboru kierunkowego wzmocniło przejściowo tendencje do uznawania doboru za jedyny mechanizm utrwalania mutacji w populacjach, ale z czasem przyjęto również rolę dryfu genetycznego.
Ewolucjonizm w krajach komunistycznych przez pewien okres przybrał postać łysenkizmu zwanego twórczym darwinizmem. W istocie łysenkizm był koncepcją pseudonaukową włączającą pod szyld darwinizmu elementy lamarkizmu i mutacjonizmu. Tak przeformułowany ewolucjonizm był dostosowywany do marksizmu. Jeszcze w czasach jego obowiązywania, w 1952 r., przy nowo powoływanej Polskiej Akademii Nauk powstała Komisja Ewolucjonizmu z Kazimierzem Petrusewiczem jako przewodniczącym. Komisja ta powołała Ośrodek Dokumentacji Ewolucjonizmu PAN działający w latach 1955–1969 (zamknięty w ramach szykan wobec środowiska akademickiego po wydarzeniach marcowych 1968 r.) W ramach ich działalności wydano serię publikacji Problemy ewolucjonizmu i in.
W tym samym czasie w głównym nurcie ewolucjonizmu silny był koncept działania doboru naturalnego nie tylko na poziomie osobnika, ale też na wyższych poziomach. Wyraźnie zostało to sformułowane przez Vero C. Wynne-Edwardsa w pojęciu doboru grupowego. Koncept ten zakładał, że tak, jak dobór naturalny działa przez eliminację gorzej dostosowanych osobników, tak dobór grupowy działa przez eliminację populacji. W związku z tym może zachodzić konflikt między interesem ewolucyjnym osobnika a interesem populacji i gatunku. Związane z nim jest pojęcie dobra gatunku, którym próbowano tłumaczyć zachowania niekorzystne dla osobnika. Próby matematycznego modelowania doboru grupowego wykazały, że w zasadzie może on zachodzić jedynie w specyficznych warunkach, a obserwacje empiryczne nad wielkością lęgów u ptaków nie potwierdzały jego istnienia. Koncepcja doboru grupowego została zarzucona. Współcześnie koncepcja nie budzi kontrowersji a możliwości uzyskane dzięki komputerom pozwalają modelować dobór na dwóch poziomach.

## Współcześnie
W połowie lat 70. XX w. koncepcja doboru grupowego została zastąpiona koncepcją doboru krewniaczego sformułowaną w 1964 r. przez Williama Hamiltona. Umocniła ona rolę modelowania matematycznego w biologii ewolucyjnej. Na początku lat 70. XX w. do wyjaśniania mechanizmów ewolucji zaczęto stosować kryteria strategii ewolucyjnie stabilnych opracowane przez Johna Maynarda Smitha i George’a R. Price’a zaczerpnięte z matematycznej teorii gier. Zaproponowano wówczas odwołujące się do bilansu zysków i strat na poziomie osobnika i jego genów wyjaśnienia różnych zachowań wybieranych w zależności od warunków. Nowa postać ewolucjonizmu została rozpropagowana przez wydanie Socjobiologii Edwarda O. Wilsona i Samolubnego genu Richarda Dawkinsa.
W paleontologii wciąż odżywały koncepcje przemian skokowych rozdzielanych okresami stazy. Od lat 70. XX w. w obrębie ewolucjonizmu darwinowskiego pojawiła się koncepcja punktualizmu, którą sformułowali Stephen Jay Gould i Niles Eldredge, czasem uważana za alternatywną wobec darwinizmu, w którym dominujący jest model gradualizmu. Z koncepcją tą nie zgadzał się m.in. J. Maynard Smith, wykazując, że tempo ewolucji w malejących populacjach spada (wraz ze spadkiem liczby mutacji). Po fazie ostrych dyskusji, część ewolucjonistów przyjęła, że nawet, jeśli najbardziej radykalne postulaty punktualizmu nie są zgodne z odkryciami, pozostałe nie są z nimi sprzeczne. W pewnych przypadkach możliwe są zmiany skokowe, a występowanie okresów bez zauważalnych zmian jest zgodne z działaniem doboru stabilizującego, ostatecznie zaś pewne modyfikacje wywiedzione z modelu punktualistycznego nie zmieniają paradygmatu darwinistycznego. Natomiast sprzeczne z tym paradygmatem poglądy neolamarkistowskie wciąż znajdują zwolenników wśród naukowców, choć jest to zjawisko marginalne. Rozbieżności w kładzeniu akcentów na mechanizmy ewolucji zachodzą między zwolennikami adaptacjonizmu, a więc przekonania, że podstawowym mechanizmem utrwalania się zmian ewolucyjnych jest ich rola dostosowawcza, a neutralizmu, czyli poglądu przypisującego główną rolę dryfowi genetycznemu i mutacjom neutralnym.
Współcześnie poglądy alternatywne wobec ewolucjonizmu darwinowskiego, jednak w odróżnieniu od kreacjonizmu mieszczące się w zakresie współcześnie przyjętej biologii, odwołują się do mechanizmów epigenetycznych. Pewne cechy nabyte w czasie życia mogą być przekazywane potomstwu bez pośrednictwa DNA (efekt matczyny). Zmianą w stosunku do wcześniej przyjmowanych modeli ewolucyjnych jest również odkrycie poziomego transferu genów, np. za pośrednictwem wirusów.
Obecnie słowo „ewolucja” jest obecne w powszechnym użyciu, podczas gdy terminy „ewolucjonizm” i „ewolucjonista” wykorzystywane są przez społeczność naukową rzadko. Służą do określania dyscypliny biologii, jakkolwiek termin uważany jest za redundantny i anachroniczny. Mimo tego wykorzystują go kreacjoniści.
Institute for Creation Research, starając się traktować ewolucję w kategoriach religii, podobnie zresztą, jak traktuje ateizm, faszyzm, humanizm i okultyzm, często stosuje słowa „ewolucjonizm” i „ewolucjonista” w opisie konsensusu osiągniętego w głównym nurcie nauki i naukowców podpisujących się pod nim. Poprzez takie zabiegi językowe przedstawia tę kwestię jako przedmiot wierzeń religijnych.
BioLogos Foundation, organizacja promująca ideę teistycznego ewolucjonizmu, używa słowa „ewolucjonizm” do opisu poglądu ateistycznego, który w jej opinii współwystępuje często z akceptacją ewolucji biologicznej w dyskursie publicznym. Pogląd ten organizacja ta zalicza do scjentyzmu.

## Ewolucjonizm w filozofii
Fizyczne i biologiczne mechanizmy ewolucji Wszechświata i życia są podstawą dla ewolucjonizmu w filozofii. Zdaniem Michała Hellera, katolickiego filozofa przyrody specjalizującego się w kosmologii, ewolucjonizm bez podstaw w fizyce i biologii, a konkretnie w darwinizmie, byłby tylko jedną z opcji ideologicznych lub filozoficznych. Ewolucjonizm biologiczny stał się podstawą do rozwoju nurtu światopoglądowego określanego jako biologizm. 
Sformułowanie teorii ewolucji i odkrycie jej mechanizmów przez niektórych ewolucjonistów było wykorzystywane jako argument na rzecz monizmu materialistycznego. Taką postawę przyjął Haeckel, a jego argumenty zostały następnie podjęte przez Engelsa. Haeckel przyjmował koncepcję ewolucji jako postępu. Postęp taki zaś dotyczyć miał nie tylko biologii, ale też społeczeństwa (poczynając od rozwoju od ras uważanych przez niego za bliższe małpom, a więc niższe, do wyższych), a wszystkie tajemnice jego zdaniem da się rozwiązać metodą naukową w duchu darwinizmu. W 1906 r. jego zwolennicy utworzyli Niemiecki Związek Monistów. Ewolucjonizm darwinowski został również zaadaptowany przez przedstawicieli pozytywizmu warszawskiego. Co prawda dość wcześnie zwolennicy ewolucjonizmu zaznaczali, że światopoglądowe wnioski wysuwane z interpretacji darwinizmu nie stanowią istoty samej teorii naukowej, jednak zarówno światopoglądowa, jak i biologiczna odsłona darwinizmu spotkała się z krytyką nie tylko naukowców o odmiennych poglądach, ale też środowisk kościelnych.
W filozofii ewolucja bywa rozumiana inaczej niż w naukach przyrodniczych. W ewolucjonizmie filozoficznym pojawiają się echa zdezaktualizowanych wcześniej w biologii teorii. Przykładem jest élan vital, czyli siła życiowa, która ma napędzać ewolucję w filozofii Henriego Bergsona, będąca pojęciem zaczerpniętym z witalizmu. W jego wizji filozoficznej tzw. ewolucja twórcza sprawia, że pierwotna inwencja, startując z pojedynczego punktu, rozwija się w różne odgałęzienia, które osiągają doskonałość rozwiązań instynktownych u owadów i inteligentnych u kręgowców, a także mają być podstawową siłą zmieniającą świat. Również wizja Pierre’a Teilharda de Chardin obejmowała ewolucję biologiczną, która jego zdaniem odpowiada ruchowi wykraczającemu poza znany świat fizyczny. Jego poglądy łączą ewolucjonizm z rozwojem chrześcijańskim. Jednocześnie ich optymistyczna wizja powszechnej ewolucji prowadzącej do coraz doskonalszych form stała w sprzeczności z odkryciami termodynamiki, gdyż zmiany z nią zgodne prowadzą ku nieuporządkowaniu. Rozwiązanie paradoksu życia jako układu o malejącej entropii, które zaproponował Erwin Schrödinger, zauważając, że organizmy żywe zmniejszają lokalnie entropię kosztem pozyskiwania energii z zewnątrz i zwiększania entropii ogólnej, dotyczy jedynie układów lokalnych, podczas gdy w skali Wszechświata rozwój ku coraz większej doskonałości stoi w sprzeczności z prawami fizyki.
W naukach przyrodniczych od czasów renesansu (np. u Michela de Montaigne) pojawia się krytyka teleologii i tendencja do zastępowania wyjaśnień odwołujących się do celu wyjaśnieniami opisującymi jedynie przyczyny, względnie quasi-cele. We współczesnym ewolucjonizmie teleologia, czyli poszukiwanie celu, nie ma miejsca, za to stosowane są wyrażenia zaczerpnięte z teleologii, co jest określane jako teleonomia. Ich stosowanie ma uprościć metodologiczne badania zjawisk biologicznych, mimo wiedzy, że nie można mówić o prawdziwych celach. Mimo to twierdzenie, że ewolucja Wszechświata dąży do konkretnego celu pojawia się u niektórych współczesnych fizyków teoretycznych, np. u Johna Barrowa i Franka Tiplera, którzy rozwinęli koncepcję zasady antropicznej. Darwin zaznaczał, że trudno oczekiwać, że Stwórca miał specjalny cel w tworzeniu nieznacznie różniących się odmian wewnątrzgatunkowych. Również u współczesnych teologów chrześcijańskich pojawiają się stwierdzenia zmieniające ideę stworzenia. Według nich Stwórca nie wytwarza nowych bytów i nie poprawia ich co jakiś czas, ale samo jego istnienie nadaje istnienie stworzeniom. W ten sposób ewolucja Wszechświata, czy ewolucja biologiczna jest według nich elementem aktu stworzenia i nie są potrzebne nadzwyczajne ingerencje istot boskich.
Ewolucjonizm biologiczny przez powiązanie z ewolucjonizmem społecznym miał wpływ też na poglądy filozoficzno-społeczne. Teoria rekapitulacji była używana nie tylko do prób rekonstrukcji rozwoju ewolucyjnego na podstawie obserwacji embriogenezy. Ernst Haeckel postulował również, że poziom intelektualny dzieci z wysoko rozwiniętych (według europejskich kryteriów) społeczeństw odpowiada poziomowi intelektualnemu dorosłych przedstawicieli społeczności uważanych za prymitywne, co miało się wiązać z porządkiem ewolucyjnym. Taka interpretacja została podjęta przez rasistów, do których należał zresztą sam Haeckel. Do połowy XX w. wśród przyrodników samo istnienie odmian lub ras ludzi było powszechnie przyjmowane, choć termin ten rozumiano różnie. Sam Darwin uważał, że rasy ludzkie nie są od siebie izolowane, w odróżnieniu od ras wewnątrz niektórych innych gatunków, a samego terminu można używać z braku lepszego. Podobnie uważał Dobzhansky. Natomiast Haeckel uważał, że poszczególne rasy ludzkie są odrębnymi liniami ewoluującymi w różnym tempie. Z czasem termin ten zaczął być stosowany coraz rzadziej, wraz z rozwojem genetyki, choć w antropologii bywa używany jeszcze w XXI w. Przez nawiązania do ewolucjonizmu biologicznego Herbert Spencer twierdził, że mężczyźni stoją na wyższym poziomie ewolucyjnym niż kobiety, podczas gdy Havelock Ellis utrzymywał, że kobiety są ewolucyjnie bardziej zaawansowane niż mężczyźni. Teoria rekapitulacji miała też wpływ na poglądy Freuda. Piotr Kropotkin z kolei swoją wizją współpracy jako głównego motoru zmian ewolucyjnych uzasadniał swoje poglądy anarchosyndykalistyczne.
Ze względu na trudność przewidywania przyszłych zmian ewolucyjnych oraz niejasność popularnych w połowie XX w. wyjaśnień odwołujących się do dobra gatunku, Karl Popper początkowo podważał pozycję ewolucjonizmu jako teorii naukowej, twierdząc, że to jedynie program badawczy. Z czasem jednak wycofał się z tego na skutek rozwoju biologii ewolucyjnej.
Bezpośrednie przełożenie zasad funkcjonowania przyrody na etykę określane jest jako błąd naturalistyczny, niemniej ewolucjonizm przyrodniczy bywa przenoszony na światopogląd, co bywa argumentem ze strony kreacjonistów przeciwko ewolucjonizmowi w całości.